# Kreiensen (stacja kolejowa)
Kreiensen – stacja kolejowa w Kreiensen, w kraju związkowym Dolna Saksonia, w Niemczech. Znajdują się tu 4 perony.